# 克里斯·李
克里斯·李（英語：Chris Lee，1980年10月3日—），加拿大男子冰球运动员，场上位置是后卫。他曾代表加拿大国家队参加2018年冬季奥林匹克运动会冰球比赛，获得一枚铜牌。